# 고구려의 대외 관계
아래는 고구려의 대외 관계에 대한 설명이다.

## 다자외교와 고구려의 흥망
중계무역과 국가들 간의 교류를 통해 북위-고구려-남조가 맞서는 삼각구도 속에서 고구려는 강국이 되었다. 그리고 고구려는 수나라가 남조와 돌궐을 정복하는 것도 허용해 삼국구도를 만들 수 있는 기회를 놓치고 패권 전쟁에 국력이 달려 당나라에 패망했다. 외교의 성공이 고구려의 전성시대를, 외교의 실패가 고구려의 패망을 가져왔다.

## 중국 국가들과 관계

### 오(吳)
233년 요동의 공손연 정권에 파견되었다가 억류된 오의 사절단 일부가 고구려로 탈출하고 동천왕은 이들을 오에 귀한시키며 양국의 외교 관계가 시작된다. 235년 오나라 손권이 동천왕을 선우(單于)로 책봉하며 외교 관계가 진전된다.

### 위(魏)
후한제국이 멸망하고 중국대륙에 세 나라가 대치하였다. 남쪽의 오와 동북쪽의 고구려가 연결할 가능성을 차단하고 동북방의 안전을 도모하려는 위는 고구려 원정을 감행하였다. 244년 관구검(毌丘儉)이 이끄는 위군(魏軍)이 고구려를 침공하였다. 관구검의 침공으로 고구려는 큰 타격을 받았다. 수도인 환도성이 파괴되고 많은 이들이 포로로 잡혀갔다.

### 수(隨)
589년 수나라(隨)가 중국을 통일하였고에 따라 한반도와 만주에서는 고구려·백제의 세력이 남북으로 연결되고, 수나라와 신라는 동서로 연결되는 형세를 보이게 되었다. 이런 수나라의 문제(文帝)는 고구려를 자극하는 행동을 보였고, 고구려 영양왕(嬰陽王)은 요서(遼西)를 선제 공격하였다. 598년(영양왕 9년) 고구려와 수의 전쟁은 시작되었다. 598년 수 문제는 30만 대군을 동원하여 고구려 침공에 나섰다. 그러나 고구려군은 수나라군의 침공을 요서 지방에서 저지했고, 그에 더해 장기간에 걸친 풍우와 질병으로 수나라군은 퇴각하였고 이 패배는 그의 아들 수 양제(煬帝)로 하여금 설욕전을 꾀하게 하였다. 수 양제는 멀리 서역(西域)의 여러 종족과 북방의 돌궐(突闕)을 복속시킨 다음, 고구려 공격을 위한 대규모의 전쟁 준비를 갖추었다. 양제는 612년(영양왕 23) 드디어 모든 준비를 마치고 고구려 침공의 길에 올랐다. 수군의 규모는 전투병 113만에, 치중(輜重) 부대는 그 갑절이었으며, 수군(水軍)도 참전하였다.
수나라 대군의 침공을 받은 고구려는 방어 제1선인 요동성을 고수하여 수나라군의 공격을 수개월 동안 그 곳에서 저지하였다. 또한 수나라의 수군은 대동강에서 섬멸되었다. 초조해진 양제는 우문술(宇文述)과 우중문(宇仲文)으로 하여금 좌우대장으로 삼아 30만의 별동부대를 이끌고 평양성을 급히 공격케 하였다. 이때 고구려의 을지문덕은 수나라군을 평양성 가까이까지 끌어들인 다음, 그들을 포위 공격하였다. 식량 부족과 후방과의 연락 두절로 당황한 수나라군이 총퇴각을 시작하자 을지문덕은 미리 매복시켜 둔 군사로 살수(薩水)에서 일대 섬멸을 전개하였는데, 이 전투를 살수 대첩이라 한다. 그 후 수 양제는 두 차례나 침입하였으나 번번이 패하였고, 이는 결국 수나라가 멸망하는 큰 원인 중 하나가 되었다.

### 당(唐)
수(隨)를 이어 중국 대륙을 통일한 당(唐)은 고구려와 화친을 도모하였다. 그러나 당은 태종에 치세에 이르자 강성해졌고, 이에 따라 중국 중심의 세계를 재형성하고자 했다. 고구려는 당 태종이 압력을 가하자 그 공격에 대비하여 요하(遼河)의 국경선에 천여 리의 장성(長城)을 구축하였다. 천리장성은 631년에 구축하기 시작하여 646년에 완성되었다.
642년 연개소문은 영류왕과 대신들이 자신을 죽이려 한다는 사실을 알아채고 정변(政變)을 일으켜 정권을 장악하고 스스로 대막리지가 되어 백제와 동맹을 맺어 신라를 압박하였다. 이에 신라는 이 사실을 당에 호소하였고, 당은 신라에 대한 공격 중지를 거듭 권고하였으나 연개소문은 거절하였을 뿐 아니라 사신을 감금했다. 이에 당 태종은 644년(보장왕 3년) 12월에 20만의 병력을 이끌고 수륙 양면에서 고구려를 공격하여 왔다. 또한 이세적(李世勣)은 6만의 대군을 이끌고 요동성 방면으로, 장량(長亮)은 4만 3천여의 수군(水軍)을 거느리고 해로로 평양을 향하여 떠났다.
요동에 진입한 이세적(李世勣)의 군대는 개모성(蓋牟城)을 함락시키고, 장량(張亮)의 수군은 비사성(卑沙城)을 함락시켰다. 태종이 직접 독려하는 가운데 645년 5월에는 요동성까지 함락시킨 뒤 백암성(白巖城)을 공격했다.
백암성이 6월에 함락되자 태종은 안시성이 연개소문의 정변 때도 안시성 성주가 복종하지 않아 공격을 받았으나, 항복시키지 못한 점을 들어 우회할 것을 주장했다. 그러나 보급로가 차단될 것을 염려한 이세적의 건의를 받아들여 안시성을 공격하기 시작했다. 고구려의 중앙정부에서는 고연수(高延壽), 고혜진(高惠眞)의 지휘 아래 말갈군을 포함하여 15만 명의 군사를 내어 안시성 구원을 위해 출동시켰으나 당군의 작전에 말려들어 고전 끝에 항복했다.
그럼에도 불구하고 고립된 안시성의 저항이 완강하자 이세적은 태종에게 성이 함락되면 남자를 모두 구덩이에 파묻겠다고 했다. 포위공격이 성과가 없자 당의 장군들은 동남쪽에 있는 오골성(烏骨城)을 먼저 치고 곧바로 평양으로 직공하자고 건의하기도 했다. 그러나 태종의 손자 무기(無忌)가 오골성을 공격할 때 후방에서 안시성의 고구려군이 역공할 가능성이 있다며 반대하자 이를 받아들여 계속 안시성을 공격했다. 하루에도 6~7차례에 걸쳐 당군의 공격이 계속되었고 포거(抛車)가 날린 돌에 성벽이 무너지면 고구려군은 재빨리 목책(木柵)을 세워 방어했다.
당군은 성 동남쪽에 성과 같은 높이로 흙산을 쌓아 성을 공격하려 했다. 그러나 흙산이 거의 완성될 즈음에 갑자기 무너지면서 성벽을 무너뜨리자 고구려군은 재빨리 성벽 밖으로 나와 이를 점령하고, 나무를 쌓아 불을 지르니 당군은 접근조차 하지 못했다. 태종은 책임자 부복애의 목을 베고 싸움을 독려하여 마지막 3일간 맹렬한 공격을 퍼부었으나 끝내 실패했다. 안시성 전투에서 많은 병력을 잃은 당군은 뒤이어 쫓아온 연개소문에게 크게 패퇴하고, 태종은 결국 고구려 침공에서 얻은 병이 원인이 되어 사망하였다.
이후 이세민의 아들인 당 고종이 신라와 협공하여, 668년 고구려를 멸망시킬 때까지, 고구려는 8번에 걸친 당군의 원정을 막아냈다.
안시성 공격에서 대패한 당군은 추위와 굶주림을 이기지 못하여 총퇴각하고 말았다. 육로군(陸路軍)의 패보를 들은 수군도 침공을 중단하고 돌아갔다. 당 태종은 그 후에도 647년·648년·655년에 거듭 고구려 침공을 감행해 왔으나 끝내 뜻을 이루지 못하였다.
그 후 당은 계획을 바꾸어 신라와 맹약을 맺고, 나·당 연합군을 구성하여 668년에 고구려를 멸망케 하였다.

## 중국 이외의 국가들과 관계

### 신라
6세기후반 가야 지역을 점령한 이후 신라는 왜국에게만 신라 연안을 항해하여 백제로 갈 수 있도록 양해하였으며, 그 목적도 백제로부터 불교 문물을 받아들이기 위한 문화적인 목적으로 제한하였다.

### 일본

#### 성읍국가 야마토 정권
전반적으로 고구려와 일본은 적대적인 관계였다.광개토왕릉비문(신묘년 기사)에 따르면, 광개토대왕 즉위 원년 404년, 왜인들은 백제의 요청에 따라 가야와 함께 신라를 침공하였다. 그러나 신라의 내물왕은 광개토왕에게 청원병을 요청하였고, 백제·가야·왜 연합군은 고구려와 신라 연합군에게 패배하였다.407년 왜인들은 지금의 황해도 해안까지 침입하였다가 광개토왕에게 섬멸되었다.

#### 통일 국가 야마토국
570년 고구려 사신이 동해를 건너왔을 때는 영빈시설을 새로 조성하며 정중한 예의로써 사신을 접대한다. 6세기 후반 고구려는 수나라를 의식하고 백제와 왜는 신라를 상대로 하며, 고구려와 백제 왜 3국은 군사 동맹 관계를 만든다.
591년 왜는 군대 파병을 암시하며 백제와 왜국 모두의 신라 연안 항로 이용을 요구하고 거부 당하였음에도, 연이어 600년 왜는 군대 파병을 할 수 있음을 암시하며 신라 연안 항로에 고구려, 백제, 왜국 모두의 이용을 신라에 강력히 요구하지만 신라는 또다시 요구를 거부한다.
660년 백제의 멸망으로 다급함을 느낀 고구려는 662년 3월 일본에 사신을 파견했다. 이에 왜는 장군을 보내 옛 백제 지역의 소유성에 병력을 주둔시켰다. 이 때문에 신라군은 고구려의 남쪽 경계를 침략하지 못하고 당나라 군도 고구려 서쪽의 성루를 함락시키지 못했다. 즉, 한반도 남부에 주둔해 있던 신라군이 고구려의 남쪽 국경을 공격하지 못하게 만들었던 것이다. 이처럼 고구려의 대일본 외교는 위력을 발휘했다.
문화적으로는 위치 관계로 백제만큼 밀접하지는 못하였으나 고구려 문화가 동류(東流)되었다. 담징(曇徵)·혜관(惠灌)·도징(道澄) 등의 승려들은 특히 일본의 문화 발달에 큰 기여를 하였다. 담징은 5경에 통하고 지묵(紙墨)·맷돌 제조까지 전하여 일본의 교학(敎學) 및 미술공예계에 활약하였고, 혜관은 일본 삼론종(三論宗)의 시조가 되었다. 도징도 일본에 가서 삼론(三論)을 강론하였다고 한다. 이러한 교류와 영향을 반증(反證)하는 것으로 일본에서 발견된 다카스마쓰총(高松塚)의 벽화가 이를 입증해 준다.
왜는 전란으로 건너온 고구려 유민들을 수용하여 거주지를 마련해 주었다. 고구려 멸망 후에는 고구려인들이 일본으로 집단 이주하는 사례가 많았는데 이들 또한 일본의 고대 문화 발전에 크게 기여하였다.

### 가야
모든 가야 세력들이 동시기에 고구려와 관계를 맺지 않고 가야 각국이 개별적으로 고구려와 일시적으로 교섭 하였다. 대가야와 안라국이 백제와 신라의 틈바구니에서 고구려를 외교적 수단으로 활용하였다. 고구려와 지리적으로 멀리 떨어져 있는 가야 였기에 직접적인 교류가 쉽지 않았다.
고구려가 백제가 아닌 신라를 우군으로 삼아 가야 지역에서 왜와의 교역권을 얻기 위해서 400년 고구려군 5만명이 가야 지역으로 남정을 한다. 이 남정에 금관가야가 직접적인 피해를 입고 5세기 이후 대가야가 가야 연맹체의 중심이 된다.

### 소그디아
중국에서 강국(康國)으로 불리던 소그디아는 사마르칸트가 수도였다. 7세기 바르후만 왕 재위 때 소그디아의 사마르칸트 아프로시압 궁전터 벽화에는 고구려 사절들의 모습이 있다. 소그디아 왕국과 고구려는 당나라에 맞서기 위해 우호적 관계를 맺었을 것으로 추정한다.

### 비잔틴 제국
7세기 동로마 제국의 역사가 테오필락트 시모카타가 북제와 인접한 고구려인들은 위험에 대처하는 강인한 정신력과 매일 매일의 신체 단련으로 투지가 매우 높았다며 6세기 고구려의 돌궐 격퇴를 역사에 기록한다.

## 참고 문헌
- 김부식 (1145). 〈권01〉, 〈권02〉, 〈권45 석우로(昔于老) 條〉. 《삼국사기》.

## 같이 보기
- 고구려
- 고구려의 군사